# Joseph Frank
Joseph Frank (Nueva York, 1918-Palo Alto, 2013) fue un crítico literario y profesor estadounidense, autor de una biografía de Fiódor Dostoyevski en cinco volúmenes.

## Biografía
Nacido el 6 de octubre de 1918 en Nueva York, Joseph Frank fue profesor en las universidades de Minnesota, Rutgers, Princeton y Stanford. Debe su apellido a su padre adoptivo, pues su padre biológico falleció cuando él era niño.
Su primer tomo de la biografía del escritor ruso se tituló Dostoevsky: The Seeds of Revolt, 1821-1849 (1976). Cuando apareció este volumen estaban previstos un total de cuatro tomos para la obra. Le seguirían Dostoevsky: The Years of Ordeal, 1850-1859 (1983), Dostoevsky: The Stir of Liberation, 1860-1865 (1987), Dostoevsky: The Miraculous Years, 1865-1871 (1995) y, el quinto y último volumen de la serie, Dostoevsky: The Mantle of the Prophet, 1871-1881 (2002). Todos los tomos fueron editados por Princeton University Press. 
Su último título fue una síntesis de los cinco libros, de 959 páginas, titulada Dostoevsky: A Writer in His Time (2010). También publicó Through the Russian Prism: Essays on Literature and Culture (Princeton University Press, 1990).
Frank falleció el 27 de febrero de 2013 en Palo Alto, en el estado de California.